# Metsóvon Zigós
Metsóvon Zigós är ett bergspass i Grekland.   Det ligger i prefekturen Nomós Ioannínon och regionen Epirus, i den centrala delen av landet, 300 km nordväst om huvudstaden Aten. Metsóvon Zigós ligger 1 404 meter över havet.
Terrängen runt Metsóvon Zigós är kuperad norrut, men söderut är den bergig.Runt Metsóvon Zigós är det mycket glesbefolkat, med 5 invånare per kvadratkilometer. Närmaste större samhälle är Metsovo, 3,4 km söder om Metsóvon Zigós. I omgivningarna runt Metsóvon Zigós växer i huvudsak blandskog.